# Guibemantis bicalcaratus
A Guibemantis bicalcaratus a kétéltűek (Amphibia) osztályába és  a békák (Anura) rendjébe aranybékafélék (Mantellidae) családjába tartozó faj. 

## Előfordulása
Madagaszkár endemikus faja. A sziget keleti részén, a tengerszinttől 1200 m-es magasságig honos.

## Megjelenése
Kis méretű Guibemantis faj. A hímek testhossza 22–26 mm, a nőstényeké 24–29 mm. Háta világosbarna vagy sárgás, apró sötétebb árnyalatú pettyekkel, időnként háta oldalsó részén világos csíkkal. Orrától hallószervéig gyakran barna sáv húzódik. Hasi oldala világos árnyalatú.

## Természetvédelmi helyzete
A vörös lista a nem fenyegetett fajok között tartja nyilván. Több védett területen is megtalálható.